# HRT1
HRT1 ist der erste öffentlich-rechtliche Fernsehsender von Hrvatska radiotelevizija mit Hauptsitz in Zagreb.

## Programm
HRT1 dient vor allem für Nachrichten, Quizshows, politische Talkshows und Serien aus zumeist kroatischer bzw. ex-jugoslawischer Produktion. In den letzten Jahren werden auf diesem Kanal auch vermehrt deutsche Serien ausgestrahlt.

### Eigenproduktionen

#### Nachrichten/Magazine
- Dnevnik (1968–)
- Dobro jutro, Hrvatska (1992–)
- Na rubu znanosti (2002–)
- Otvoreno (19??–)
- Potjera (2013–)
- Regionalni dnevnik (19??–)
- The Voice (19??–)
- TV kalendar (1976–)
- Vijesti (1968–)
- Vijesti iz kulture (19??–)
- Za slobodu (1991–?)

#### (Drama-)Serien
- Dobre namjere (2007–2008)
- Mejaši (1970)
- Ne daj se, Floki (1985)
- Novine (2016–2017)
- Novo doba (2002)
- Operacija Barbarossa (1990)
- Počivali u miru (2013–2015)
- Prosjaci i sinovi (1971)
- Putovanje u Vučjak (1986)
- Republika (2016)
- Smogovci (1982–1997)
- Tito (2010)

#### Krimiserien
- Mamutica (2008–2010)
- Tužni bogataš (2008)

#### Telenovelas
- Villa Maria (2004–2005)
- Ljubav u zaleđu (2005–2006)
- Obični ljudi (2006–2007)
- Ponos Ratkajevih (2007–2008)
- Sve će biti dobro (2008–2009)
- Dolina sunca (2009–2010)

### Ausländische Serien
- Alisa – Folge deinem Herzen
- A que no me dejas
- Der Bergdoktor
- Der Denver-Clan
- Law & Order